# Церковь Казанской иконы Божией матери (Никольск)
Церковь Казанской иконы Божией матери — православный храм в городе Никольске. Храм в честь Казанской иконы Божией матери является объектом культурного наследия регионального значения.

## Истоки храма
Архитектурный ансамбль был задуман во имя Пресвятой Богородицы, а точнее в честь ее Казанской иконы, которая явилась возле речки Дуниловки крестьянину Диомиду Крохалевскому. В этих местах эта Икона всенародно почиталась и считалась чудотворной.

## История храма
Решение о возведении в городе Никольске каменной Казанской церкви было принято Великоустюжским Духовным Правлением. 13 июля 1891 года была произведена закладка будущего архитектурного строения. В 1905 году строительные работы по проекту губернского архитектора Ф.Ю. фон Фриде были окончены. В дальнейшем мастера продолжили трудиться над иконостасными работами. Объект возводился только на добровольные пожертвования. 14 декабря 1905 года главный престол храма был освещён в честь Казанской иконы Божией Матери. В храме было два придела: южный - Воздвижения Честнаго и Животворящего Креста Господня, и северный - во имя преподобного Сергия Радонежского, Чудотворца.

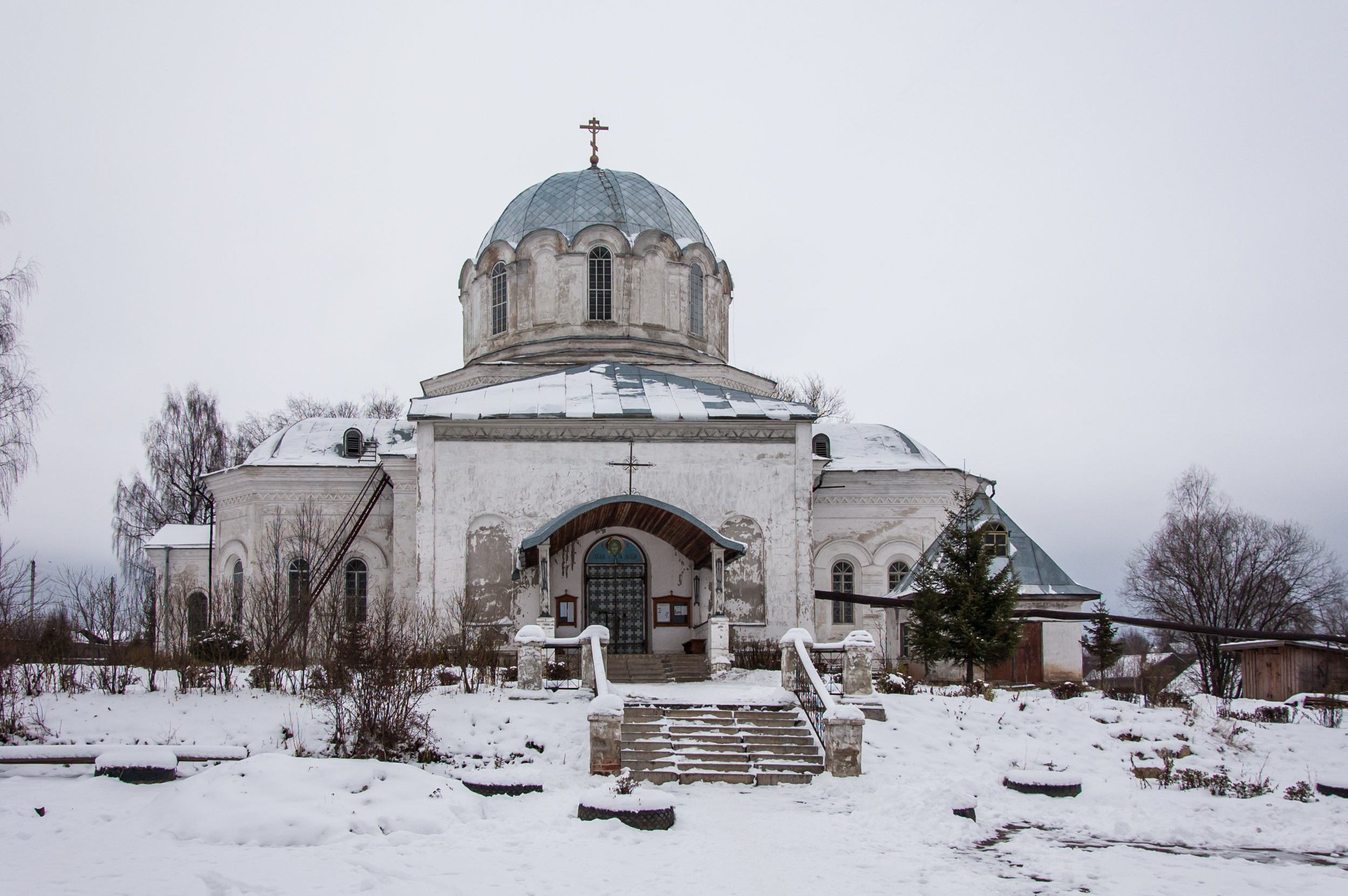
Вид зимой

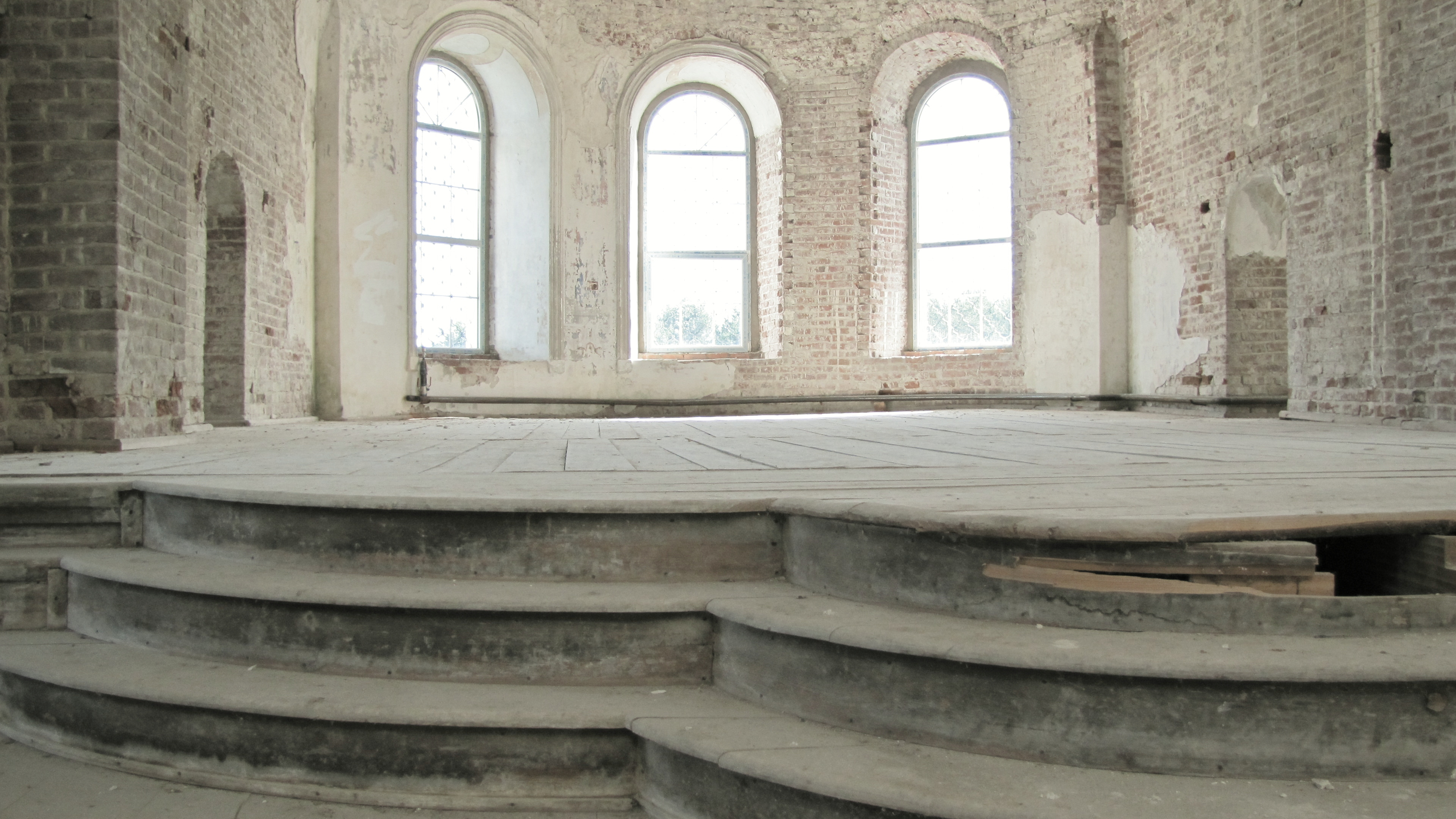
Внутреннее убранство

Лишь к 1920-му году здесь при церкви образовался самостоятельный приход. В 1930-е годы многие священнослужители данного храма стали мучениками и исповедниками православной веры.
В 1935 году Советская власть приняла решение закрыть храм. До середины 1950-х годов здание пустовало. Затем была разрушена колокольня, а само строение стало передаваться в различные организации. Последним таким предприятием стал Никольский Межхозяйственный лесхоз, который производил в помещениях храма обмолот зерновых на муку.

## Архитектура храма
Архитектура храма представляет собой кирпичную одноглавую трёхпрестольную церковь около тридцати метров высотой в византийском стиле. Колокольня была выполнена из дерева и отличалась оригинальностью. Декор был выполнен строгим и выразительным. Облик храма напоминал самые древние храмы: Киевскую Софию, но с примесью русской архитектуры XIX века. Для северных местностей строение необычное и совершенно уникальное для Вологодской губернии.
Над деревянным иконостасом трудился местный резных дел мастер Михаил Николаевич Дмитриев.

## Храм сегодня
В 1990 году храм получил новую жизнь. Мельница была демонтирована, а здание вновь стало принадлежать Никольской православной общине. Храм стали восстанавливать, начали проводить ремонтно-восстановительные работы. Южный придел сдан в эксплуатацию первым. Именно здесь 4 ноября 1990 года, после 55-летнего перерыва, была совершена первая Божественная Литургия.
8 сентября 1998 года был освящён главный престол храма в честь Казанской иконы Божией Матери, а через год, 17 июля 1999 года свою новую жизнь получил северный придел в честь преподобного Сергия Радонежского.